# Vivienne Faull
Vivienne Frances Faull (nascida em 20 de maio de 1955) é uma bispa anglicana britânica. De 2018 a 2005, ela serviu como 56º Bispa de Bristol e Lorde Espiritual. Foi uma das primeiras diaconisas e estava entre as primeiras mulheres a serem ordenadas sacerdotisas.

## Biografia
Sua mãe, Pamela, era professora de sociologia, enquanto seu pai, Bill, veterinário durante toda a sua vida profissional, foi ordenado na Igreja da Inglaterra quando Vivienne estava na universidade. Vivienne foi criada em uma vila em Wirral. Sua mãe foi criada em Bristol, onde seus avós viveram a vida toda. Foi educada na The Queen's School, Chester, uma escola particular só para meninas. Ela estudou no St Hilda's College, Oxford, e se formou em 1977 com um diploma de Bacharel em Artes (BA); foi promovida a Mestre em Artes (MA Oxon) em 1982. Após lecionar inglês na Church Mission Society no Norte da Índia e trabalhar com jovens na Shrewsbury House, em Everton (Liverpool), formou-se para o ministério no St. John’s College, em Nottingham. Para seguir a carreira, ela teve que superar a resistência de sua mãe e lutar contra visões tradicionais para conquistar uma vaga na faculdade de teologia. Quando ela começou a estudar teologia no St John's College, ela se tornou a primeira mulher a ser paga pela Igreja da Inglaterra para fazê-lo.
Faull foi licenciada como diaconisa na Igreja da Inglaterra em 1982 e ordenada como diácona em 1987, na Diocese de Ely, e como padre em 1994, na Diocese de Gloucester. Ela serviu primeiro como diaconisa na Igreja de São Mateus e São Tiago, Mossley Hill, Diocese de Liverpool, de 1982 a 1985, em seguida como capelã e depois fellow no Clare College, Cambridge. Ela foi a primeira mulher a se tornar capelã de uma faculdade da Universidade de Oxford ou Cambridge; o responsável pela nomeação foi o reitor do Clare College, o futuro arcebispo de Canterbury, Rowan Williams. De 1990 a 1994, ela fez parte da equipe da Catedral de Gloucester. Em 1994, ela se tornou cônega pastora na Catedral de Coventry, mais tarde se tornando vice-reitora. Ao longo de seu ministério, ela recebeu correspondências de ódio, cartas pornográficas e até um perseguidor. Ainda foi diretora do Greenbelt, o maior festival regular de rock cristão da Europa, por cinco anos.
Em 1993, Faull casou-se com Michael Duddridge, um médico de hospital, que conheceu quando era capelã no Clare College em 1990. Eles não tiveram filhos.
Em 13 de maio de 2000, foi a primeira sacerdotisa do país a ser empossada como Provost (Reitora), na Catedral de Leicester, pelo Bispo Tim Stevens.
Viv tornou-se a primeira mulher a liderar uma Catedral da Igreja da Inglaterra como Provost e, posteriormente, Deão de Leicester em 2000. Nessa função, ela foi titular de St. Martin, uma paróquia no centro de Leicester. Em Leicester, também foi diretora do Leicester College, uma das maiores e mais diversas faculdades de educação continuada do país, e curadora do Curve, o novo teatro de Leicester. Até se mudar para York, Viv era membro do Sínodo Geral da Igreja da Inglaterra, representando os decanos das catedrais e fazia parte do painel de presidentes do Sínodo. Em 2009, foi eleita presidente da Associação das Catedrais Inglesas (órgão representativo das catedrais) e cumpriu dois mandatos no comitê católico romano-anglicano inglês para conversas ecumênicas.
Foi anunciado em 5 de julho de 2012 que Faull se tornaria decana de York no final de 2012, sucedendo Keith Jones, que se aposentaria. Ela foi devidamente empossada como 76ª Decana de York na Catedral de York em 1º de dezembro. Foi presidente da Conferência de Reitores e foi eleita uma das representantes femininas na Câmara dos Bispos em 2013.

### Ministério episcopal

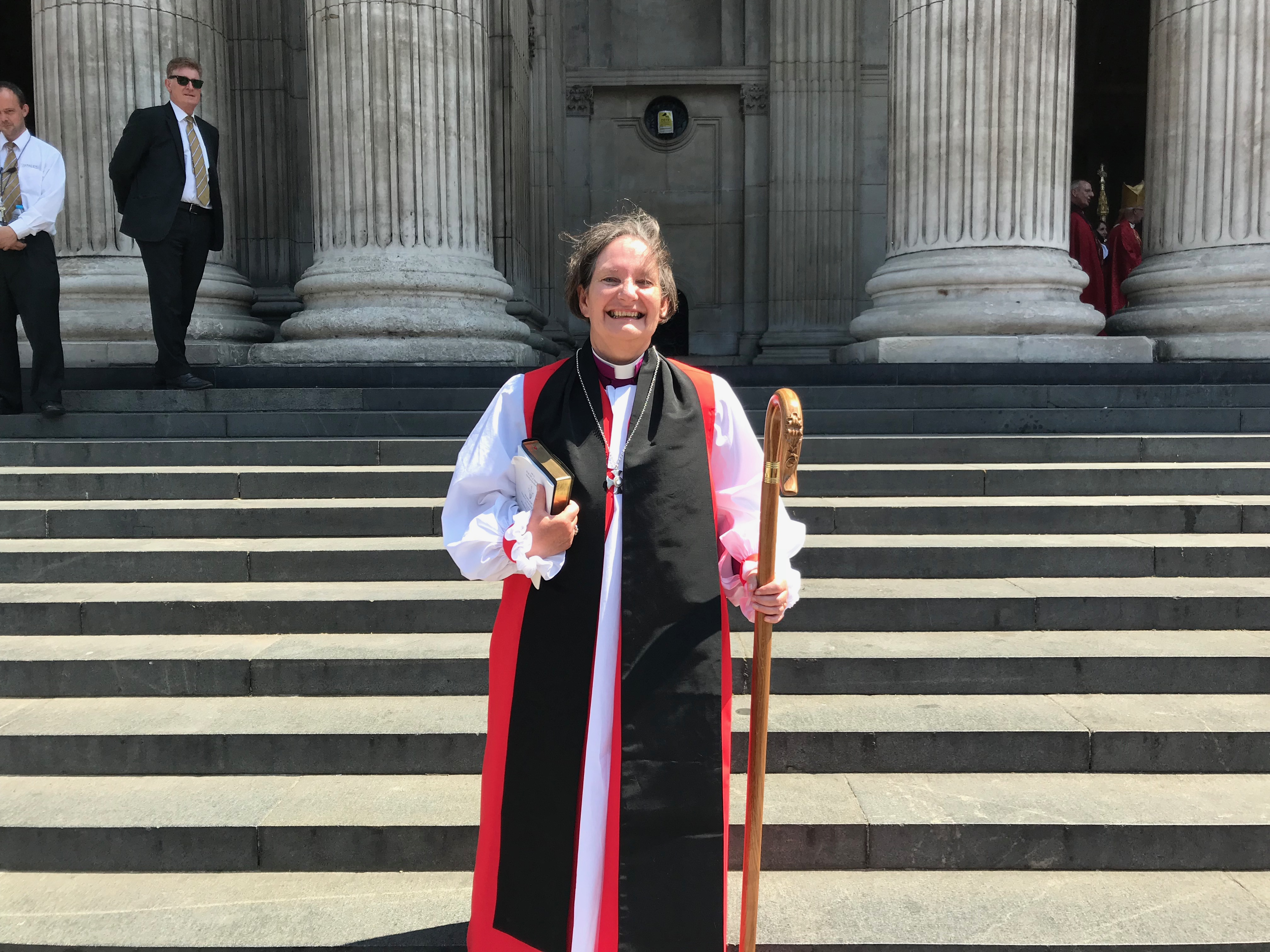
Reverendíssima Vivienne Faull, 2018

Faull era considerada como uma das principais candidatas à primeira mulher nomeada bispo na Igreja da Inglaterra quando o direito canônico foi alterado em 2014 para permitir bispos do sexo feminino, mas a primeira mulher a ser nomeada bispo foi Libby Lane. Faull acabou se tornando a 18ª bispa em 2018.
Em 15 de maio de 2018, foi anunciado que Faull seria o próximo Bispo de Bristol, o bispo diocesano da Diocese de Bristol, em sucessão a Mike Hill, após sua renúncia em 30 de setembro de 2017. Ela assumiu oficialmente a nomeação quando foi eleita e confirmada em 25 de junho de 2018. Em 3 de julho de 2018, Vivienne Faull foi consagrada bispo por Justin Welby, o Arcebispo de Canterbury, durante um serviço na Catedral de São Paulo, em Londres. Ela foi instalada como a 56ª Bispo de Bristol na Catedral de Bristol em 20 de outubro de 2018 e apresentada como Lorde Espiritual na Câmara dos Lordes em 23 de outubro.
Em julho de 2021, ela foi nomeada pelos arcebispos como a nova bispa principal para os edifícios das igrejas e das catedrais, juntamente com o bispo de Ramsbury, Andrew Rumsey.
Em 6 de fevereiro de 2025, Faull anunciou que recebeu permissão para permanecer no cargo após seu 70º aniversário em maio e se aposentaria a partir de 1º de setembro.

## Posições
As opiniões de Faull foram descritas como “centristas a liberais” e como “abertamente evangélicas”.
Em 2014, ela disse que apoiava a bênção de uniões entre pessoas do mesmo sexo. Em 2023, em reação ao anúncio de que a Igreja da Inglaterra estava planejando introduzir a bênção para casais do mesmo sexo, ela declarou: "Apoio ainda uma mudança na lei que permitiria o casamento de casais do mesmo sexo na igreja, e lamento que esta proposta não estenda essa mudança legal".
Em 2023, ela foi uma dos 44 bispos da Igreja da Inglaterra que assinaram uma carta aberta apoiando o uso das Orações de Amor e Fé (ou seja, bênçãos para casais do mesmo sexo) e pediu que "Orientações fossem emitidas sem demora, incluindo a remoção de todas as restrições ao clero que celebra casamentos civis entre pessoas do mesmo sexo e aos bispos que ordenam e licenciam esse clero".

### Controvérsias
Em 2013, Faull foi alvo de mensagens de ódio durante uma campanha malsucedida para que os restos mortais de Ricardo III fossem enterrados na Catedral de York. Os protestos contra o envolvimento de Faull na decisão de enterrar os restos mortais na Catedral de Leicester continuaram, resultando, em última análise, no processo contra um manifestante, e numa petição online que pedia a remoção do reitor.
Em outubro de 2016, Faull foi fundamental na demissão de todos os tocadores de sinos da Catedral de York sem aviso prévio por motivos de salvaguarda, e na subsequente suspensão de um carrilhão. As medidas de segurança subsequentes foram chamadas de "pouco caridosas" e "anticristãs" na imprensa. O arcebispo, John Sentamu, lamentou a forma como Faull havia sido "perseguida" e disse que ela era uma das melhores decanas com quem ele já havia trabalhado. Os tocadores de sinos foram demitidos após uma alegação de agressão sexual contra um de seus membros; embora nenhuma condenação tenha ocorrido, o capítulo da catedral sentiu que havia um risco contínuo. Vários dos tocadores de sinos originais foram recrutados para a nova equipe.

## Honras
- 2014 - título honorário de Doutora em Filosofia (DPhil) pela Universidade de Gloucestershire "por sua notável contribuição à igreja e seu trabalho pela igualdade das mulheres"[32]
- 2015 - título honorário de Doutora em Letras (DLitt) pela Universidade de Chester "em reconhecimento à sua notável contribuição ao Ministério neste país, em particular em reconhecimento aos seus papéis como Reitora de Leicester e Reitora de York"[33]
- 2015 - título honorário da Universidade de York[34]
- 2024 - título honorário de Doutora em Letras (DLitt) pela Universidade do Oeste da Inglaterra, Bristol[35]